# 2017 en Inde
Chronologie de l'Inde
- 2013
- 2014
- 2015
- 2016
- 2017
- 2018
- 2019
- 2020
- 2021

Cette page concerne les évènements survenus en 2017 en Inde :

## Événements
- Escarmouches à la frontière indo-pakistanaise (2016-2018) (en)
- janvier : 
  - 14 janvier : chavirage de Patna ; 25 personnes décèdent dans le chavirage d'un bateau sans doute surchargé.
- mai : Lynchage par la foule au Jharkand (en)
- 17 juillet : Élection présidentielle
- août : Inondations dans le sous-continent indien
- septembre Arrestation de Kamran Yusuf (en)
- novembre : Arrestation de Jagtar Singh Johal (en)

## Cinéma
- 3emeFilmfare Awards East (en)

### Sorties de films
- A Gentleman
- Anjani Putra
- Aval

## Littérature
- Grasta de Karanam Pavan Prasad (en)
- Leila (en) de Prayaag Akbar (en)
- The Aryabhata Clan (en) de Sudipto Das (en)

## Sport
- Championnats d'Asie d'athlétisme à Bhubaneswar
- Championnat d'Inde de football 2017
- Championnat d'Inde de football 2017-2018
- Indian Super League 2017-2018
- Tournoi de tennis de Bombay (WTA 2017)
- Tournoi de tennis de Madras (ATP 2017)

## Décès
- Gangmumei Kamei (en), historien.
- Abdul Halim Jaffer Khan (en), musicien.
- H. S. Mahadeva Prasad (en), personnalité politique.
- Abis Rizvi (en), homme d'affaires, producteur et scénariste de cinéma.